# Alpha Cassiopeiae
Désignations
Alpha Cassiopeiae (α Cas / α Cassiopeiae) est l'étoile la plus brillante de la constellation de Cassiopée, sauf quand l'étoile variable γ Cas est à son maximum. Sa magnitude apparente est de 2,23. Son nom traditionnel est Schédar, parfois orthographié Shédar, Schédir ou Shédir. Ce nom vient de l'Arabe صدر sadr voulant dire « poitrine ». Le nom de Schedar a été officialisé par l'Union astronomique internationale le 21 août 2016.
Alpha Cassiopeiae est une étoile géante rouge de type spectral K0-IIIa, un type d'étoile plus froide mais plus brillante que le Soleil. En lumière visible seulement, elle est près de 800 fois plus lumineuse que le Soleil. La mesure de sa parallaxe annuelle par le satellite astrométrique Hipparcos indique qu'elle se trouve à une distance d'environ ∼ 228 a.l. (∼ 69,9 pc) de la Terre.
Schédar a parfois été classée comme une étoile variable, mais aucune variabilité n'a été détectée depuis le XIXe siècle et sa luminosité est désormais considérée comme constante,
. En outre, trois compagnons de cette étoile ont été répertoriés dans le Washington Double Star Catalog, mais il semble que tous ne soient que des composants optiques, sur notre ligne de mire.